# Daria Diachenko
Daria Grigórievna Diachenko (en ruso: Дарья Григорьевна Дьяченко; Kumari, Unión Soviética, 2 de abril de 1924 – Tiráspol, Unión Soviética, 2 de abril de 1944) fue una partisana soviética miembro de la organización guerrillera clandestina del Komsomol con sede en Nicolaiev y jefa del capítulo juvenil del grupo partisano. Recibió póstumamente el título de Héroe de la Unión Soviética por decreto del Presídium del Sóviet Supremo de la URSS del 1 de julio de 1958.

## Biografía
Daria Diachenko nació el 2 de abril de 1924 en la pequeña localidad de Kumari, en el óblast de Nicolaiev (Unión Soviética) en el seno de una familia de campesinos ucranianos. Estudió en la escuela secundaria en Leópolis, aunque no la completó. Después de la invasión alemana de la Unión Soviética en 1941, su padre, que había sido presidente del comité del distrito, fue enviado al frente de guerra, mientras que Daria y su madre se mudaron a Novoandreyevka para vivir con su abuela. Ella era miembro del Komsomol.

### Segunda Guerra Mundial
Cuando los alemanes ocuparon su pueblo, Diachenko se unió al movimiento de resistencia después de reunirse con Parfentiy Grechanyy, líder de la organización Komosmol conocida como «Chispa partisana». El grupo partisano fue fundado en 1941 por el director de la escuela secundaria en el pueblo de Krymka. Cada célula estaba compuesta por cinco personas y, después de obtener máquinas de escribir y radios, resumían las transmisiones del Sovinformburó en papel y distribuían los mensajes en folletos. También recogían folletos lanzados desde el aire por aviones soviéticos y los distribuían entre los habitantes del pueblo.
Los partisanos recogían armamento y se entrenaban en el uso de granadas y rifles antes de comenzar a participar en misiones de sabotajes. En una misión, la célula dirigida por Diachenko descarriló un tren que transportaba soldados alemanes y sus suministros. Fue la organizadora de un complot para ayudar a 200 prisioneros de guerra soviéticos a escapar de un campo. Después de hacerse amiga del grupo de guardias penitenciarios rumanos, Diachenko y sus camaradas los invitaron a una fiesta y los emborracharon antes de liberar a los prisioneros de guerra.
En febrero, 25 partisanos del destacamento «Chispa partisana» fueron arrestados por la Gestapo. El 1 de marzo de 1943, Diachenko fue arrestada y enviada a una prisión en Tiráspol. Tenía la intención de escapar y sus amigos reunieron 6000 marcos alemanes para sobornar a un guardia para que la ayudara, pero se descubrió el complot y tanto Diachenko como el guardia fueron asesinados de un disparo el 2 de abril de 1944.

## Condecoraciones

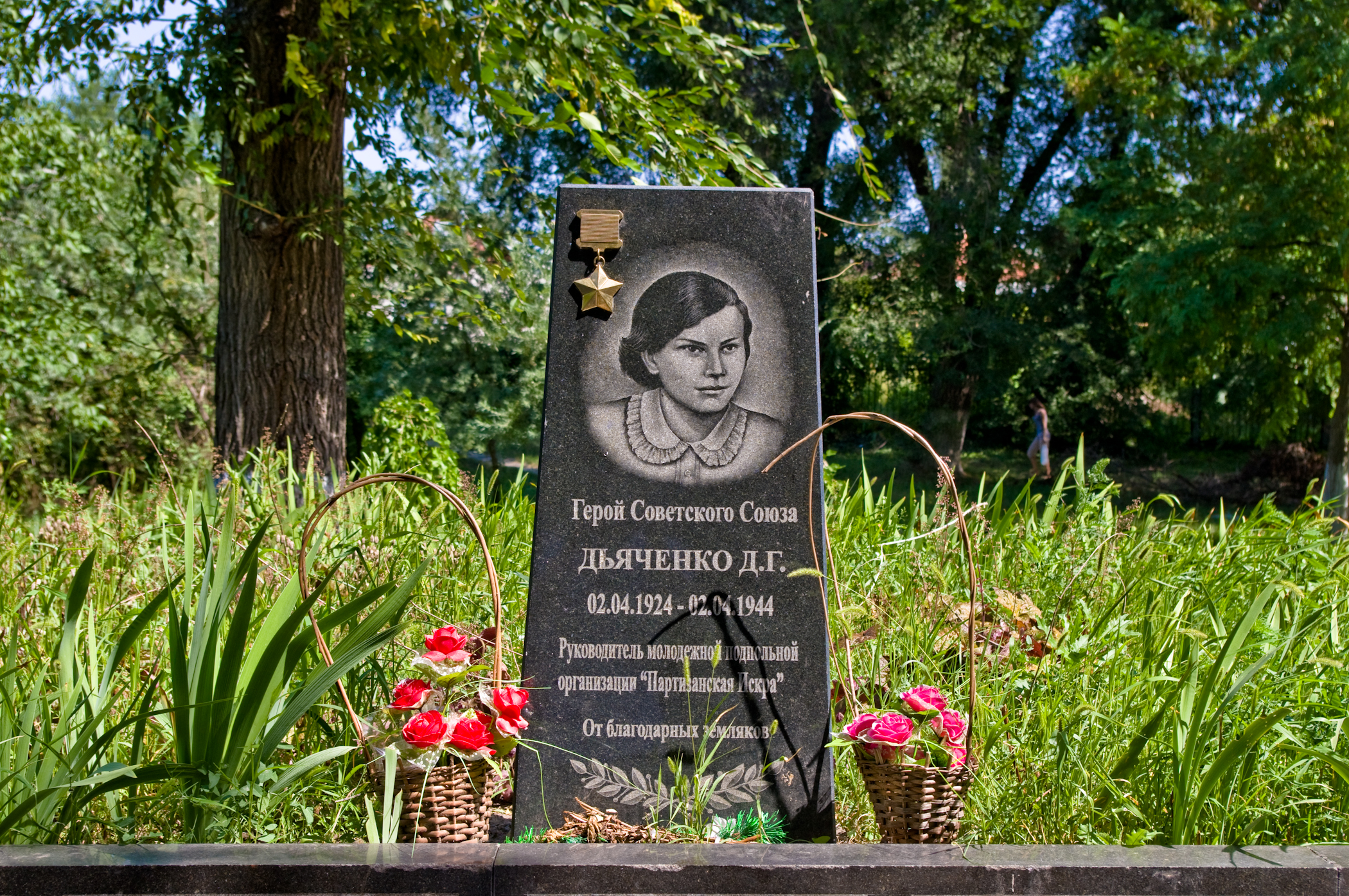
Monumento homenaje a Daria Diachenko en Tiraspol (Transnistria)

|  | Héroe de la Unión Soviética (1 de julio de 1958) |
|  | Orden de Lenin (1 de julio de 1958)              |